# شارع النبي دانيال

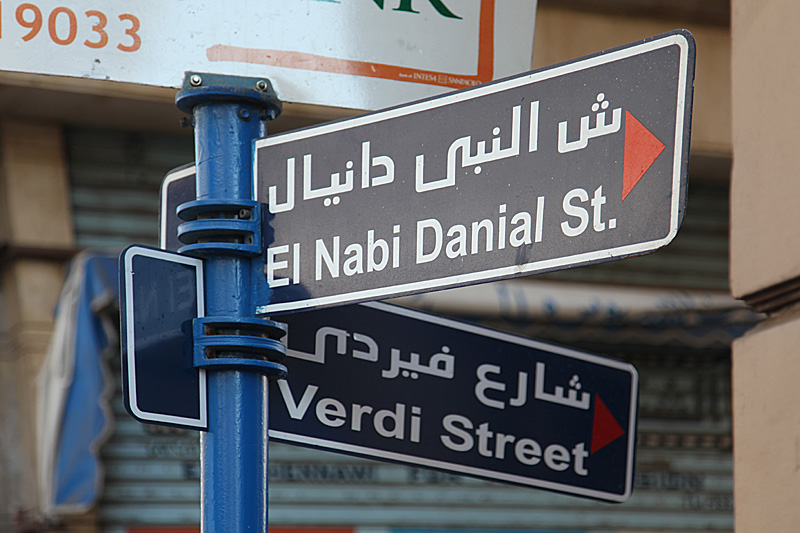
مدخل شارع النبي دانيال

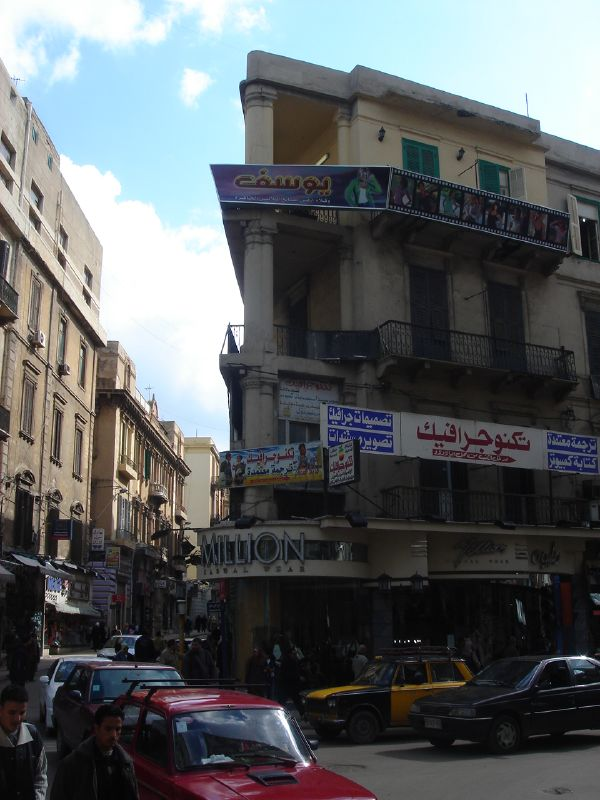
تقاطع شارع النبي دانيال مع شارع آخر

شارع النبي دانيال هو أحد شوارع مدينة الإسكندرية التاريخية، وهو أحد أهم وأشهر شوارع المدينة، حيث يمتد من محطة الرمل حتي محطة مصر ويتقاطع مع شارع فؤاد، ويعود تاريخه إلي بداية بناء المدينة ذاتها.

## النبي دانيال
النبي دانيال هو أحد أنبياء بني إسرائيل ربما يعود تاريخه إلي القرن السادس قبل الميلاد، ولذلك يسمي المعبد اليهودي الموجود بالشارع بمعبد النبي دانيال علي اسم هذا النبي، أما بالنسبة لمسجد النبي دانيال فالمرجح أن الضريح الموجود به علي عمق 5 أمتار هو لعالم عراقي قدم من الموصل إلي الإسكندرية في القرن الثامن الهجري اسمه محمد بن دانيال الموصلي وهو أحد شيوخ المذهب الشافعي.

## تاريخه

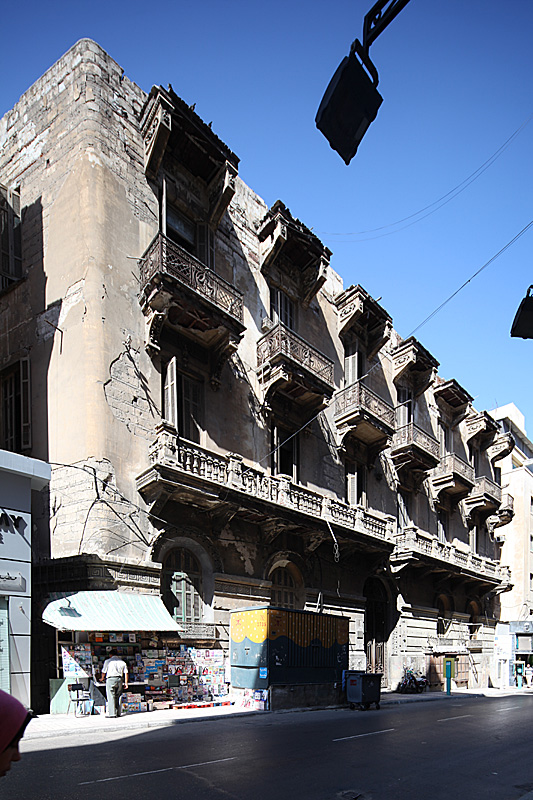
المباني القديم بشارع النبي دانيال

عندما أمر الإسكندر الأكبر ببناء الإسكندرية تم بناؤها وفقا للتخطيط الهيبودامي والذي يعني الشكل الشبكي أو رقعة الشطرنج، حيث كانت المدينة مقسمة إلي شارعين رئيسيين أحدهما طولي والآخر عرضي، يخلق تقاطعهما ميدانا كبيرا في المنتصف، ويعتقد أن شارع النبي دانيال جزء من الشارع الرئيسي الطولي الذي كان يمتد من شمال المدينة إلي جنوبها.

## أهم معالمه

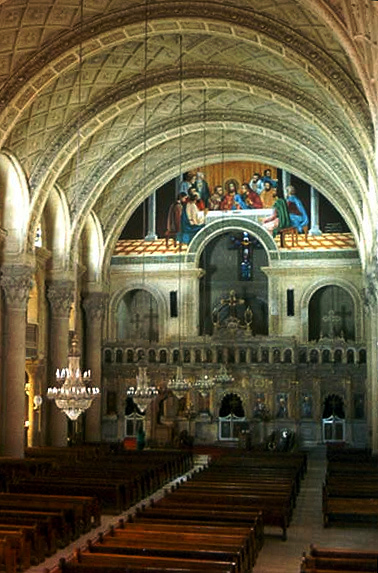
الكنيسة المرقسية بالنبي دانيال

يوجد بشارع النبي دانيال العديد من المباني الهامة في مدينة الإسكندرية ففي بدايته يوجد مسجد النبي دانيال، يوجد أيضا معبد إلياهو الذي تتردد عليه الجالية اليهودية بالإسكندرية. وعلى الجانب الآخر من الشارع توجد الكنيسة المرقسية أقدم كنيسة في مصر وأفريقيا والتي بناها القديس مرقس في القرن الأول الميلادي عام 43م وتوجد بها رأسه. وقد بات هذا الشارع من أكثر الشوارع حيوية في الإسكندرية بسبب وجود المحال التجارية التي تبيع كل شيء على جانبيه بدءا من الملابس والاحذية انتهاء بالكتب والاجهزة الكهربائية. كما يوجد به بعض الابنية الهامة من بينها مبنى جريدة «الأهرام» في الإسكندرية والمعبد اليهودي الذي يتوسط الشارع والمركز الثقافي الفرنسي الذي أنشيء عام 1886.